# Bislett Games

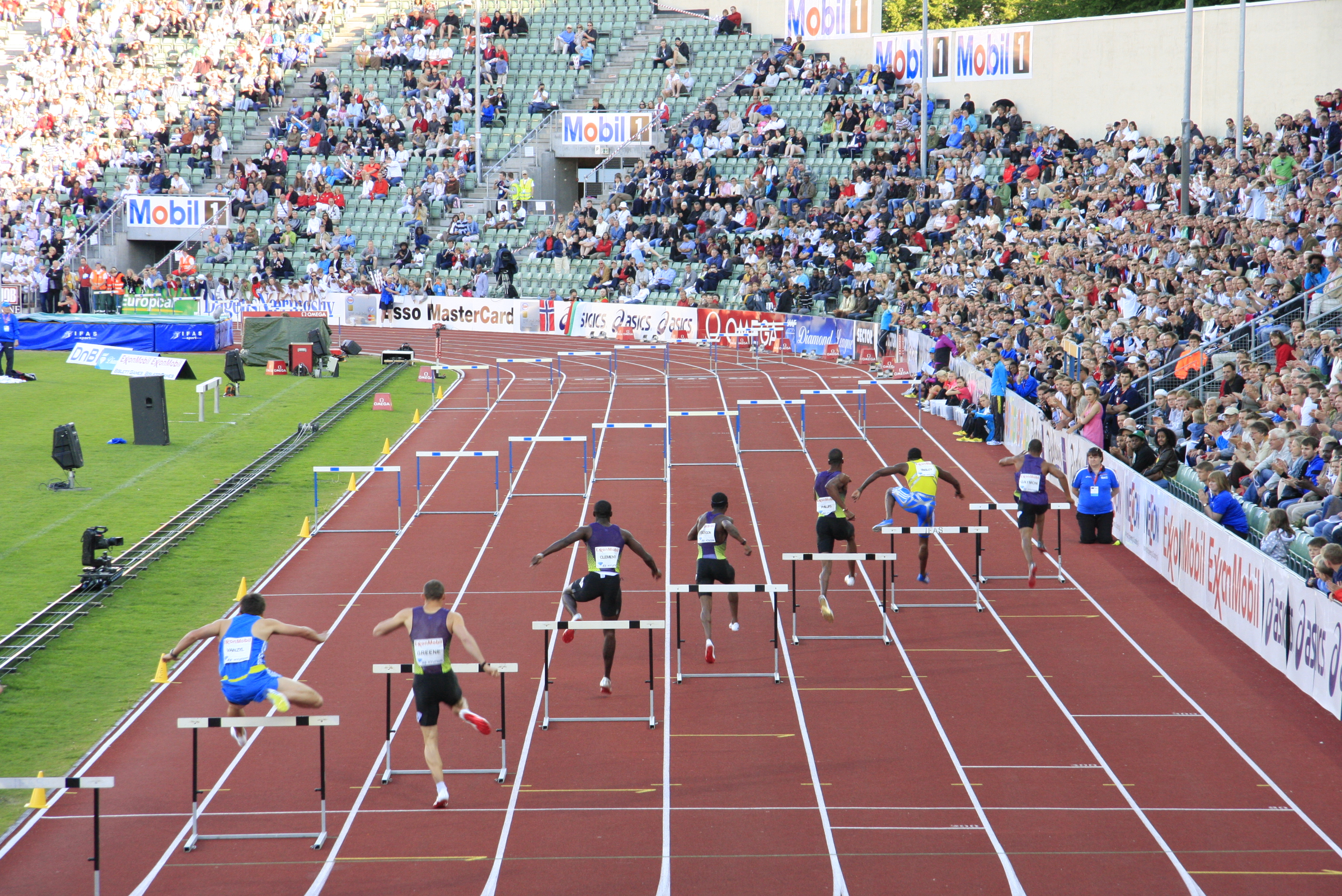
Bislett Games 2010

Die Bislett Games (auch ExxonMobil Bislett Games) sind ein Leichtathletik-Meeting, das jedes Jahr im Juni oder Juli im Bislett-Stadion in Oslo ausgetragen wird und zur Diamond League gehört.
Arne Haukvik, ein ehemaliger Politiker und später langjähriger Direktor des Meetings, organisierte 1965 die ersten Bislett Games. Er lud jeweils am Tag vor der Veranstaltung die Presse und die Sponsoren zu sich nach Hause zu einer „Erdbeeren-Party“ ein. Diese Tradition wird auch nach seinem Tod im Jahr 2002 weitergeführt. Während des kompletten Neubaus des Stadions im Jahr 2004 fanden die Bislett Games ausnahmsweise in Bergen statt.
Das Meeting gehörte von 1993 bis 1997 zu den Golden Four. Danach war es Teil der Golden League, bis es 2010 in die Diamond League aufgenommen wurde.

## Impossible Games
2020 stand die Veranstaltung unter dem Einfluss der COVID-19-Pandemie. Wie geplant, wurde sie am 11. Juni aber als alternativer Wettbewerb unter den Regularien Norwegens und dem Titel „Impossible Games“ in abgewandelter Form durchgeführt.
Karsten Warholm startete zu einem Weltrekordversuch über die äußerst selten gelaufenen 300 Meter Hürden, im Stabhochsprung traten Armand Duplantis und der Norweger Sondre Guttormsen im Stadion an und Renaud Lavillenie auf seiner Anlage in Pérignat-lès-Sarliève. Unter den 42 gemeldeten Athleten aus sieben Ländern waren außerdem u. a. Weltmeister Daniel Ståhl, die norwegische Skilangläuferin sowie nationale Meisterin im 10.000-Meter-Lauf Therese Johaug und Norwegens Landesrekordlerin über 3000 Meter Karoline Bjerkeli Grøvdal.
Über 2000 Meter konkurrierte Team „Ingebrigtsen“ (Filip, Henrik und Jakob Ingebrigtsen) mit dem Team „Cheruiyot“ (Timothy Cheruiyot, Edwin Melly und Elijah Manangoi) im Fernduell, wobei der Lauf parallel in Oslo und Nairobi durchgeführt wurde.
Weltrekord lief Karsten Warholm mit 33,78 s im 300-Meter-Hürdenlauf. Europarekorde stellten Jakob Ingebrigtsen in 4:50,01 Minuten über 2000 Meter und Sondre Nordstad Moen in 1:12:46,49 Stunden auf der 25.000-Meter-Distanz auf. Norwegischen Rekord lief Filip Ingebrigtsen in 2:16,46 Minuten beim 1000-Meter-Lauf. Persönliche Bestleistungen erreichten Pål Haugen Lillefosse mit 5,61 Meter beim Stabhochsprung und Therese Johaug mit 31:40,67 Minuten über 10.000 Meter. Team „Ingebrigtsen“ siegte über Team „Cheruiyot“ das in Nairobi mit schwierigen Wetterbedingungen zu kämpfen hatte. Den Diskuswurf gewann Daniel Ståhl mit 65,92 Meter, und Karoline Bjerkeli Grøvdal brach den 3000-Meter-Lauf ab.
Die TV-Übertragung der „Impossible Games“ war die meistgesehene Sendung in Norwegen an diesem Tag.

## Wettkampfbestleistungen

### Männer
| Art              | Rekord            | Athlet               | Herkunft               | Datum         |
| ---------------- | ----------------- | -------------------- | ---------------------- | ------------- |
| 100 m            | 9,79 (+0,6 m/s)   | Usain Bolt           | Jamaika                | 7. Juni 2012  |
| 200 m            | 19,77 (+0,6 m/s)  | Erriyon Knighton     | Vereinigte Staaten     | 15. Juni 2023 |
| 400 m            | 43,86             | Michael Johnson      | Vereinigte Staaten     | 21. Juli 1995 |
| 800 m            | 1:42,04           | David Rudisha        | Kenia                  | 4. Juni 2010  |
| 1000 m           | 2:16,46           | Filip Ingebrigtsen   | Norwegen               | 11. Juni 2020 |
| 1500 m           | 3:27,95           | Jakob Ingebrigtsen   | Norwegen               | 15. Juni 2023 |
| 2000 m           | 4:50,01           | Jakob Ingebrigtsen   | Norwegen               | 11. Juni 2020 |
| 3000 m           | 7:26,25           | Yomif Kejelcha       | Äthiopien              | 1. Juli 2021  |
| 5000 m           | 12:36,73          | Hagos Gebrhiwet      | Äthiopien              | 30. Mai 2024  |
| 25.000 m         | 1:12:46,49        | Sondre Nordstad Moen | Norwegen               | 11. Juni 2020 |
| 110 m Hürden     | 13,00 (−0,1 m/s)  | Ladji Doucouré       | Frankreich             | 29. Juli 2005 |
| 300 m Hürden     | 33,78             | Karsten Warholm      | Norwegen               | 11. Juni 2020 |
| 400 m Hürden     | 46,52             | Karsten Warholm      | Norwegen               | 15. Juni 2023 |
| 3000 m Hindernis | 8:01,83           | Paul Kipsiele Koech  | Kenia                  | 9. Juni 2011  |
| Hochsprung       | 2,38 m            | Mutaz Essa Barshim   | Katar                  | 15. Juni 2017 |
| Stabhochsprung   | 6,02 m            | Armand Duplantis     | Schweden               | 16. Juni 2022 |
| Weitsprung       | 8,53 m (+0,9 m/s) | irving Saladino      | Panama                 | 2. Juni 2006  |
| Dreisprung       | 18,01 m           | Jonathan Edwards     | Vereinigtes Königreich | 9. Juli 1998  |
| Kugelstoßen      | 22,29 m           | Tomas Walsh          | Neuseeland             | 7. Juni 2018  |
| Diskuswurf       | 70,91 m           | Mykolas Alekna       | Litauen                | 30. Mai 2024  |
| Speerwurf        | 92,60 m           | Raymond Hecht        | Deutschland            | 21. Juli 1995 |

### Frauen
| Art              | Rekord             | Athletin             | Herkunft           | Datum         |
| ---------------- | ------------------ | -------------------- | ------------------ | ------------- |
| 100 m            | 10,75 (+0,9 m/s)   | Marie-Josée Ta Lou   | Elfenbeinküste     | 15. Juni 2023 |
| 200 m            | 21,93 (+0,7 m/s)   | Dafne Schippers      | Niederlande        | 9. Juni 2016  |
| 400 m            | 49,23              | Sanya Richards-Ross  | Vereinigte Staaten | 3. Juli 2009  |
| 800 m            | 1:55,41            | Pamela Jelimo        | Kenia              | 6. Juni 2008  |
| 1500 m           | 3:57,40            | Suzy Favor Hamilton  | Vereinigte Staaten | 28. Juli 2014 |
| 3000 m           | 8:24,20            | Georgia Griffith     | Australien         | 30. Mai 2024  |
| 5000 m           | 14:11,15           | Tirunesh Dibaba      | Äthiopien          | 6. Juni 2008  |
| 10.000 m         | 30:13,74           | Ingrid Kristiansen   | Norwegen           | 5. Juli 1986  |
| 100 m Hürden     | 12,49 (+0,7 m/s)   | Sally Pearson        | Australien         | 7. Juni 2012  |
| 400 m Hürden     | 52,30              | Femke Bol            | Niederlande        | 15. Juni 2023 |
| 3000 m Hindernis | 9:07,14            | Milcah Chemos Cheywa | Kenia              | 7. Juni 2012  |
| Hochsprung       | 2,05 m             | Stefka Kostadinowa   | Bulgarien          | 4. Juli 1987  |
| Stabhochsprung   | 4,85 m             | Jelena Issinbajewa   | Russland           | 15. Juni 2007 |
| Weitsprung       | 7,29 m (+0,9 m/s)  | Heike Drechsler      | Deutschland        | 22. Juli 1994 |
| Dreisprung       | 15,11 m (+0,1 m/s) | Yamilé Aldama        | Kuba               | 27. Juni 2003 |
| Kugelstoßen      | 20,26 m            | Valerie Adams        | Neuseeland         | 9. Juni 2011  |
| Diskuswurf       | 69,78 m            | Zwetanka Christowa   | Bulgarien          | 5. Juli 1986  |
| Speerwurf        | 69,48 m            | Trine Hattestad      | Norwegen           | 28. Juli 2000 |

## Weltrekorde
| Datum         | Athlet             | Disziplin       | Leistung                  |
| 14. Juni 1965 | Ron Clarke         | 10.000 m        | 27:39,4 min               |
| 24. Juni 1975 | Grete Waitz        | 3000 m          | 8:46,6 min                |
| 21. Juni 1976 | Grete Waitz        | 3000 m          | 8:45,4 min                |
| 5. Juli 1979  | Sebastian Coe      | 800 m           | 1:42,33 min               |
| 7. Juli 1982  | David Moorcroft    | 5000 m          | 13:00,41 min              |
| 28. Juni 1984 | Ingrid Kristiansen | 5000 m 10.000 m | 14:58,89 min 30:59,42 min |
| 27. Juli 1985 | Saïd Aouita        | 5000 m          | 13:00,40 min              |
| 5. Juli 1986  | Ingrid Kristiansen | 10.000 m        | 30:13,74 min              |
| 10. Juli 1993 | Yobes Ondieki      | 10.000 m        | 26:58,38 min              |
| 22. Juli 1994 | William Sigei      | 10.000 m        | 26:52,23 min              |
| 4. Juli 1997  | Haile Gebrselassie | 10.000 m        | 26:31,32 min              |
| 22. Juli 2000 | Trine Hattestad    | Speerwurf       | 69,48 m                   |
| 15. Juni 2007 | Meseret Defar      | 5000 m          | 14:16,63 min              |
| 6. Juni 2008  | Tirunesh Dibaba    | 5000 m          | 14:11,15 min              |
| 1. Juli 2021  | Karsten Warholm    | 400 m Hürden    | 46,70 s                   |

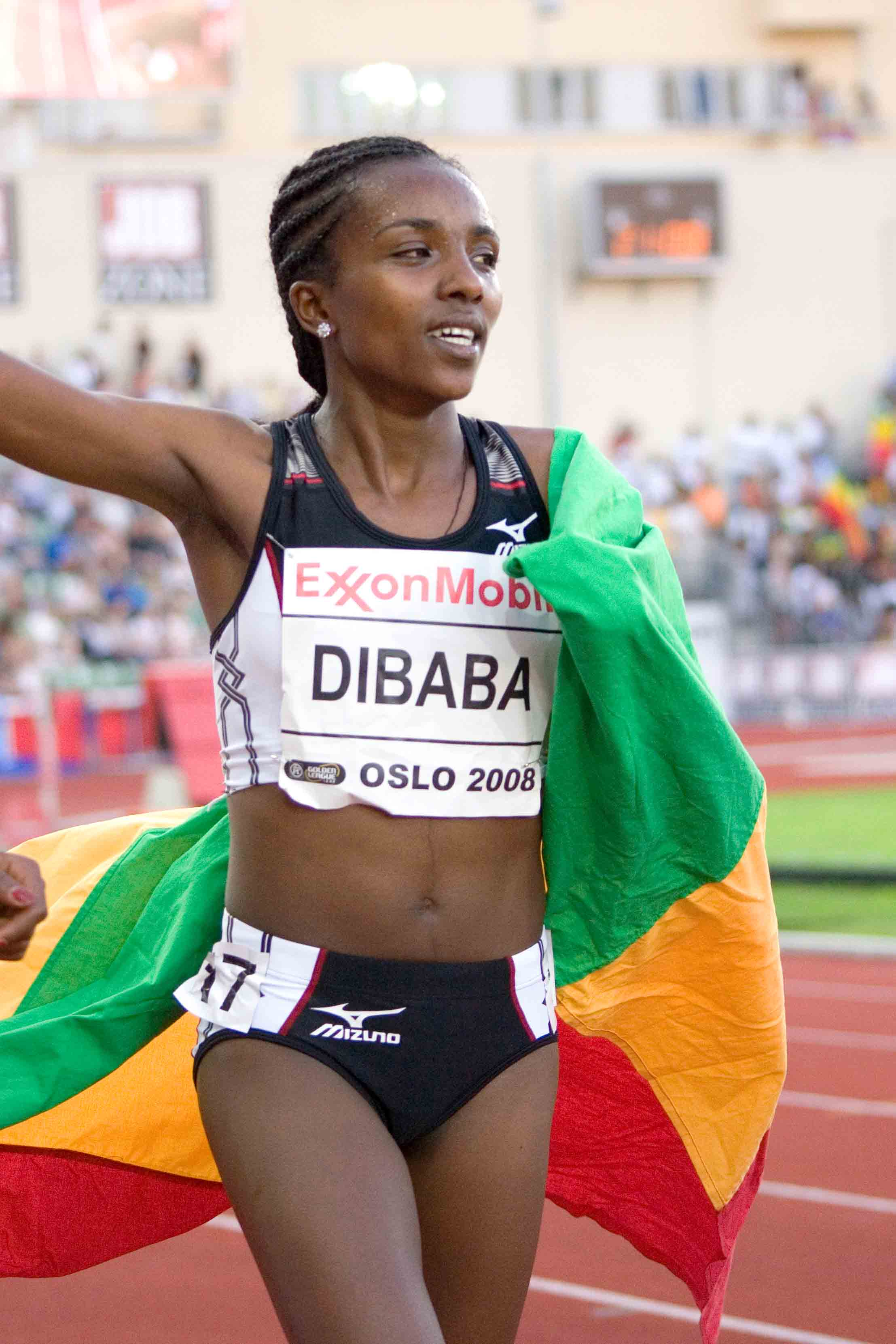
Tirunesh Dibaba nach ihrem Weltrekord 2008

Mit dem Weltrekord über 10.000 Meter am 10. Juli 1993 war Yobes Ondieki der erste Mensch, der unter der 27-Minuten-Marke blieb.